# Нэрыс
Нэрыс (Нырес, Нырос,  Нырыс) — река в России, течёт по территории следующих муниципальных образований Республики Коми: Ижемского района и Печора. Устье реки находится в 77 км по правому берегу реки Сэбысь на высоте 53 м над уровнем моря. Длина реки составляет 71 км.

## Притоки
- В 27 км от устья, по левому берегу реки впадает река Лунвож[4][8].
- В 46 км от устья, по правому берегу реки впадает река Визуввож[4][8].

## Данные водного реестра
По данным государственного водного реестра России относится к Двинско-Печорскому бассейновому округу, водохозяйственный участок реки — Печора от впадения реки Уса до водомерного поста Усть-Цильма, речной подбассейн реки — Печора ниже впадения Усы. Речной бассейн реки — Печора.
Код объекта в государственном водном реестре — 03050300112103000077834.